# Pablo Casado Blanco
Pablo Casado Blanco (Palència, 1 de febrer de 1981) és un empresari i expolític espanyol, militant del Partit Popular. Va ser diputat en les Corts Generals per Madrid i President del Partit Popular.

## Biografia
Va néixer a la ciutat de Palència el 1r de febrer de 1981. Es va llicenciar en Dret per la Universitat Complutense de Madrid i llicenciat en Administració i direcció d'empreses per la Universitat Rey Juan Carlos. Es va col·legiar com a advocat a Madrid l'any 2008.

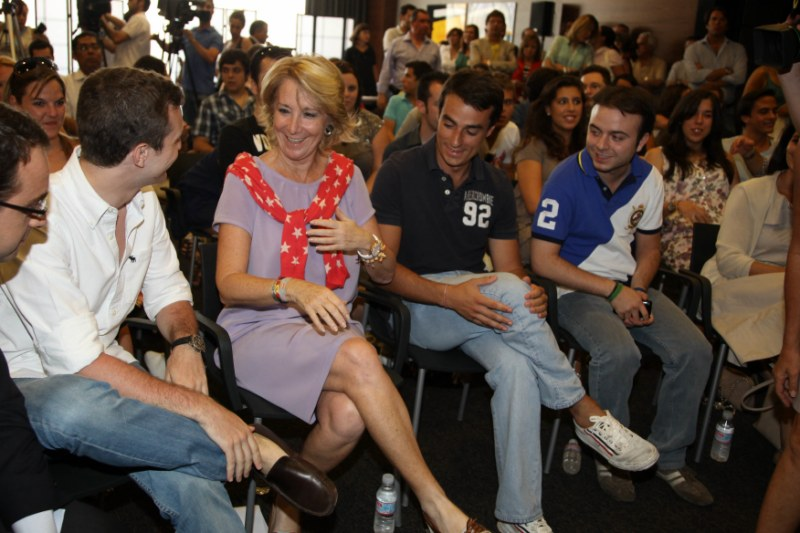
Casado (camisa blanca) i Carromero (pol blanc i blau amb el número 2) acompanyant Esperanza Aguirre en un esdeveniment de les Noves Generacions madrilenyes el 2010

Entre 2005 i 2013 va presidir les joventuts de l'organització territorial del Partit Popular (PP) a la Comunitat de Madrid, conegudes com a Noves Generacions (NNGG). En 2007 va efectuar un viatge iniciàtic a Cuba, similar a aquell efectuat posteriorment pel seu lloctinent a les NNGG madridenques Ángel Carromero, on es va reunir amb dissidents del castrisme com Oswaldo Payá, i del qual va deixar testimoni en articles publicats en Libertad Digital i El Mundo.
De 2007 a 2009 va ser diputat a l'Assemblea de Madrid, on va exercir les funcions de portaveu del ministeri de la Justícia i les Administracions Públiques i portaveu adjunt del ministeri dels Pressupostos i les Finances. El 2008 va afegir al seu currículum un títol de màster oficial presencial en Dret Autonòmic i Local per la Universitat Rei Joan Carles, que va obtenir malgrat no haver assistit mai a classes presencials i sense sotmetre's a cap examen. El juny de 2009 va contreure matrimoni amb la il·licitana Isabel Torres Orts.
Entre 2009 i 2012 va ser director de gabinet de l'expresident del Govern José María Aznar. Durant aquest període, el 2010, va ser al costat de Carlos Bustelo, Rafael Bardají i Enrique Navarro Gil, fundador del think tank prosionista Friends of Israel Initiative.
En la Xa legislatura va ser portaveu de la Comissió mixta Congrés-Senat per a la Unió Europea, portaveu adjunt del ministeri dels Afers estrangers i vocal de la Comissió de Justícia i de la Comissió de Cooperació Internacional per al Desenvolupament.
En la XIa legislatura va ser president de la Comissió d'Educació i Esport i vocal de la Comissió de Constitucional del Congrés dels Diputats.
De 2011 a 2015 va ser membre de la Comissió de seguretat, afers polítics i drets humans de la ApUPM (Assemblée Parlementaire de l'Union pour la Méditerranée). I de 2013 a 2015 va ser membre de la COSAC (Conference of Parliamentary Committees for Union Affairs).
El gener de 2015, va ser elegit portaveu del comitè de campanya per a les eleccions municipals i autonòmiques celebrades aquest mateix any, essent nomenat el 18 de juny de 2015, sotssecretari general de comunicació pel president nacional, Mariano Rajoy.

### President del Partit Popular
El juny de 2018, Casado anuncià la seva precandidatura per presidir el Partit Popular, postulant com a candidat «d'integració» per a liderar el partit i «recuperar» votants de Ciutadans i Vox. El 21 de juliol s'imposà a Soraya Sáenz de Santamaría i fou escollit nou president de la formació. Va presentar-se com a cap de llista a les eleccions generals espanyoles d'abril i i novembre de 2019, en les primeres es consolidà l'esperada baixada de vots del PP, que passà de 137 a 66 diputats obtenint el pitjor resultat de la seva història per la divisió del vot de dreta amb Ciutadans i Vox. A les segones, el partit recupera un 14,8 % de vots i 23 diputats, fins als 89. El bloc de l'esquerra, amb 158 diputats va superar el de la dreta amb 149 diputats, però no aconsegueix majoria absoluta i obté menys escons que a l'abril, quan va obtenir 158 davant de 166 de la dreta i el 7 de gener de 2020 Pedro Sánchez va ser investit president del Govern en segona volta.
La nit del 20 de novembre de 2021 esclatà la polèmica després que un jove pengés una piulada, en el qual es veia com a assistent a la missa nocturna en homenatge a Francisco Franco tinguda a l'església del Sagrari, una parròquia annexa a la catedral de Granada. Dos dies després, Casado manifestà que volia anar a una missa ordinària amb la seva família «sense tenir coneixement de cap altra circumstància», malgrat que a l'ofici es proferiren cants feixistes i es féu ostentació de banderes franquistes. Els mitjans internacionals s'han fet ressò de la polèmica pel suport tàcit al franquisme, com el diari anglès The Guardian o l'agència internacional de notícies Reuters.
Fruit d'una polèmica amb la presidenta de la Comunitat de Madrid, Isabel Díaz Ayuso, Casado va renunciar a continuar dirigint el partit i el 2 d'abril del 2022 Alberto Núñez Feijóo va ser proclamat President del Partit Popular al XX Congrés Nacional Extraordinari que va tenir lloc a la ciutat de Sevilla.